# Pterygota bureavii
Pterygota bureavii är en malvaväxtart som beskrevs av Jean Baptiste Louis Pierre. Pterygota bureavii ingår i släktet Pterygota och familjen malvaväxter. Inga underarter finns listade i Catalogue of Life.